# Persone di nome Sebastián
| Questa pagina contiene informazioni ricavate automaticamente dalle voci biografiche con l'ausilio del template Bio e di un bot. L'aggiornamento è periodico e automatico e ricostruisce completamente la pagina. Se manca una persona in questa lista, sei pregato di non aggiungerla, ma accertati piuttosto che la sua voce biografica contenga il template Bio e che i dati anagrafici siano correttamente compilati. Se il template Bio manca, inseriscilo tu stesso o, in alternativa, metti l'avviso {{tmp\|Bio}} che ne segnala la mancanza. Se i dati riportati sono sbagliati, correggi direttamente la voce biografica; le modifiche saranno visibili in questa lista entro pochi giorni. Per chiarimenti vedi il progetto antroponimi. La lista contiene solo le 171 persone che sono citate nell'enciclopedia e per le quali è stato implementato correttamente il template Bio. Pagina aggiornata al 16 ott 2024. |

Questa è una lista di persone presenti nell'enciclopedia che hanno il prenome Sebastián, suddivise per attività principale.

## Allenatori di calcio(6)
- Sebastián Battaglia, allenatore di calcio e ex calciatore argentino (Santa Fe, n. 1980)
- Sebastián Beccacece, allenatore di calcio e ex calciatore argentino (Rosario, n. 1980)
- Sebastián Grazzini, allenatore di calcio e ex calciatore argentino (Rosario, n. 1981)
- Sebastián Méndez, allenatore di calcio e ex calciatore argentino (Buenos Aires, n. 1977)
- Sebastián Rambert, allenatore di calcio e ex calciatore argentino (Bernal, n. 1974)
- Sebastián Ariel Romero, allenatore di calcio e ex calciatore argentino (Berisso, n. 1978)

## Allenatori di calcio a 5(2)
- Sebastián Corazza, allenatore di calcio a 5 e ex giocatore di calcio a 5 argentino (Buenos Aires, n. 1981)
- Sebastián Pacheco, allenatore di calcio a 5 e ex giocatore di calcio a 5 argentino (n. 1974)

## Allenatori di tennis(1)
- Sebastián Prieto, allenatore di tennis e ex tennista argentino (Buenos Aires, n. 1975)

## Attori(4)
- Sebastián Ayala, attore e regista teatrale cileno (Valparaíso, n. 1988)
- Sebastián Chiola, attore argentino (Rosario, n. 1902 - Rosario, † 1950)
- Sebastián Haro, attore spagnolo (Dílar, n. 1964)
- Sebastián Rulli, attore messicano (Buenos Aires, n. 1975)

## Botanici(1)
- Sebastián Vidal y Soler, botanico spagnolo (Barcellona, n. 1842 - Manila, † 1889)

## Cantautori(1)
- Sebastián Yatra, cantautore, compositore e musicista colombiano (Medellín, n. 1994)

## Cardinali(1)
- Sebastián Herrero Espinosa de los Monteros, cardinale e arcivescovo cattolico spagnolo (Jerez de la Frontera, n. 1822 - Valencia, † 1903)

## Cestisti(7)
- Sebastián Cacciola, ex cestista argentino (Quilmes, n. 1982)
- Sebastián Ginóbili, ex cestista e allenatore di pallacanestro argentino (Bahía Blanca, n. 1972)
- Sebastián Herrera, cestista cileno (Vitacura, n. 1997)
- Sebastián Izaguirre, cestista uruguaiano (Paysandú, n. 1985)
- Sebastián Uranga, ex cestista argentino (Entre Ríos, n. 1964)
- Sebastián Vázquez, cestista uruguaiano (Montevideo, n. 1985)
- Sebastián Vega, cestista argentino (Gualeguaychú, n. 1988)

## Ciclisti su strada(2)
- Sebastián Henao, ciclista su strada colombiano (Rionegro, n. 1993)
- Sebastián Mora, ciclista su strada e pistard spagnolo (Vila-real, n. 1988)

## Clavicembalisti(1)
- Sebastián de Albero, clavicembalista e organista spagnolo (Roncal, n. 1722 - Madrid, † 1756)

## Compositori(2)
- Sebastián Iradier, compositore spagnolo (Lanciego, n. 1809 - Vitoria, † 1865)
- Sebastián Raval, compositore spagnolo (Cartagena - Palermo, † 1604)

## Esploratori(1)
- Sebastián de Belalcázar, esploratore spagnolo (Belalcázar, n. 1480 - Cartagena, † 1551)

## Filosofi(2)
- Sebastián Fox Morcillo, filosofo spagnolo (Siviglia - † 1559)
- Sebastián Izquierdo, filosofo, scrittore e teologo spagnolo (Alcaraz, n. 1601 - Roma, † 1681)

## Generali(2)
- Sebastián de Eslava, generale spagnolo (Enériz, n. 1685 - Madrid, † 1759)
- Francisco de Miranda, generale, politico e patriota venezuelano (Caracas, n. 1750 - Cadice, † 1816)

## Giocatori di calcio a 5(3)
- Sebastián Castro, ex giocatore di calcio a 5 e ex giocatore di beach soccer uruguaiano (n. 1978)
- Sebastián Corso, giocatore di calcio a 5 argentino (Buenos Aires, n. 1992)
- Sebastián Iribarne, giocatore di calcio a 5 argentino (Buenos Aires, n. 1987)

## Lessicografi(1)
- Sebastián de Covarrubias, lessicografo, crittografo e presbitero spagnolo (Toledo, n. 1539 - Cuenca, † 1613)

## Mezzofondisti(1)
- Sebastián Martos, mezzofondista e siepista spagnolo (Huelma, n. 1989)

## Navigatori(1)
- Sebastián de Ocampo, navigatore e esploratore spagnolo

## Pallavolisti(5)
- Sebastián Brajkovic, pallavolista argentino (Rosario, n. 1982)
- Sebastián Creus, pallavolista argentino (Buenos Aires, n. 1981)
- Sebastián Garrocq, pallavolista argentino (Córdoba, n. 1979)
- Sebastián Negrón, pallavolista portoricano (n. 2001)
- Sebastián Solé, pallavolista argentino (Rosario, n. 1991)

## Piloti automobilistici(2)
- Sebastián Montoya, pilota automobilistico colombiano (Miami, n. 2005)
- Sebastián Saavedra, pilota automobilistico colombiano (Bogotà, n. 1990)

## Piloti motociclistici(1)
- Sebastián Porto, pilota motociclistico argentino (Rafaela, n. 1978)

## Pistard(1)
- David Muntaner, ex pistard e ciclista su strada spagnolo (Palma di Maiorca, n. 1983)

## Pittori(2)
- Sebastián Herrera Barnuevo, pittore, architetto e scultore spagnolo (Madrid, n. 1619 - Madrid, † 1671)
- Sebastián Martínez, pittore spagnolo (Jaén, n. 1599 - Madrid, † 1667)

## Politici(2)
- Sebastián Lerdo de Tejada, politico messicano (Xalapa, n. 1823 - New York, † 1889)
- Sebastián Sichel, politico e avvocato cileno (Santiago del Cile, n. 1977)

## Registi(4)
- Sebastián Borensztein, regista, sceneggiatore e scrittore argentino (Buenos Aires, n. 1963)
- Sebastián Cordero, regista, sceneggiatore e montatore ecuadoriano (Quito, n. 1972)
- Sebastián Lelio, regista, sceneggiatore e produttore cinematografico cileno (Mendoza, n. 1974)
- Sebastián Silva, regista, sceneggiatore e attore cileno (Santiago del Cile, n. 1979)

## Scrittori(1)
- Sebastián Marroquín, scrittore e architetto colombiano (Medellín, n. 1977)

## Scultori(1)
- Sebastián de Almonacid, scultore spagnolo (Almonacid de Toledo, n. 1460 - † 1526)

## Taekwondoka(1)
- Sebastián Crismanich, taekwondoka argentino (Corrientes, n. 1986)

## Tennisti(1)
- Sebastián Báez, tennista argentino (Buenos Aires, n. 2000)

## Tenori(1)
- Julian Gayarre, tenore spagnolo (Roncal, n. 1844 - Madrid, † 1890)

## Tuffatori(2)
- Sebastián Morales, tuffatore colombiano (Medellín, n. 1994)
- Sebastián Villa Castañeda, tuffatore colombiano (Medellín, n. 1992)

## Velocisti(1)
- Sebastián Keitel, velocista e politico cileno (Santiago del Cile, n. 1973)

## Vescovi cattolici(1)
- Sebastián Chico Martínez, vescovo cattolico spagnolo (Cehegín, n. 1968)